# Extended Data Output Random Access Memory

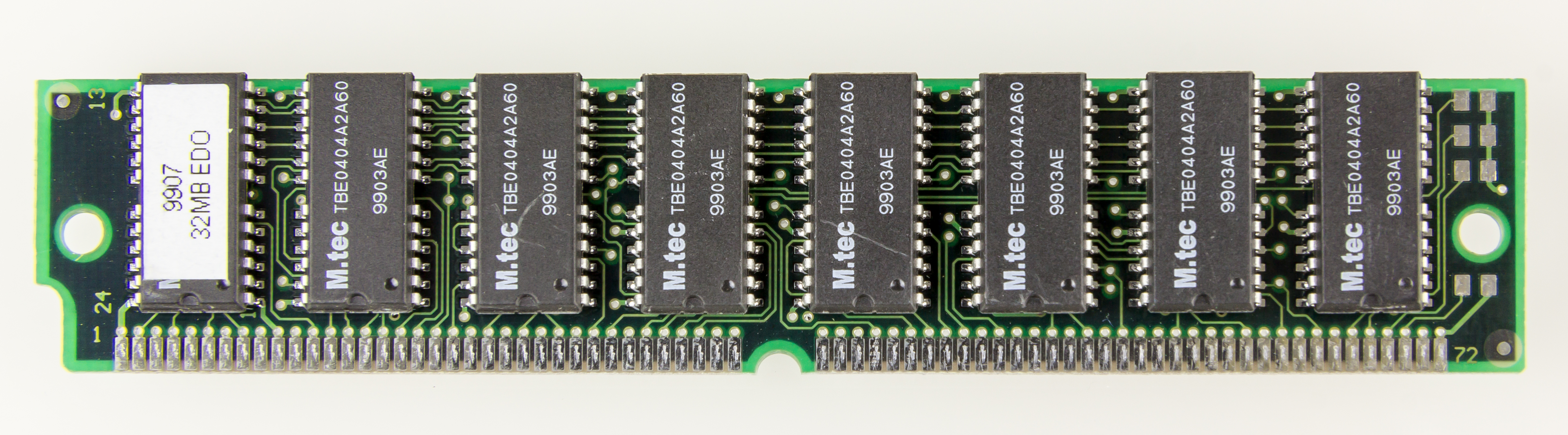
32 MB EDO-RAM-SIMM-PS/2-Module ohne ECC

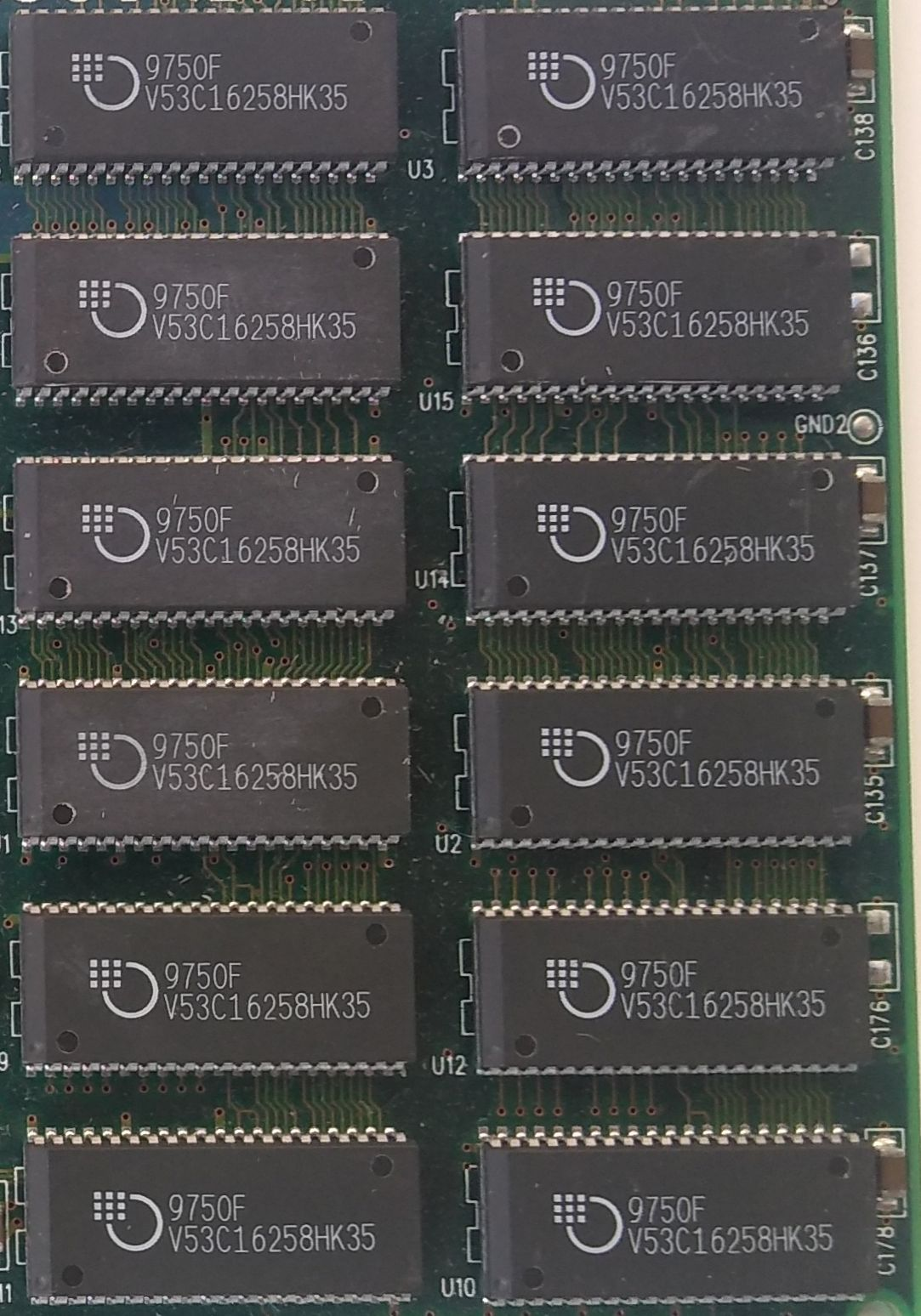
12 EDO-RAM-ICs mit 256K×16 von Mosel Vitelic auf einer 3dfx Voodoo Graphics. Insgesamt ergeben diese 6 MB Speicher (4 MB Textur-, 2 MB Bildspeicher). Maximale theoretische mögliche Burstgeschwindigkeit ist 18 ns/55 MHz, betrieben wurde der RAM mit 50 MHz.

Der EDO-RAM (Extended Data Output RAM, auch als Hyper Page Mode RAM bezeichnet) ist ein Halbleiterspeicher. Er gehört zur Gruppe der DRAMs und stellt eine geringfügige Weiterentwicklung des FPM-RAM (Fast Page Mode RAM) dar. Aufgrund seiner etwas erhöhten Datentransferrate begann er diesen etwa ab 1996 abzulösen.

## Details
Der Unterschied zwischen EDO- und FPM-RAM macht sich im Pagemode-Betrieb bemerkbar, bei dem mehrere Datenbits aus derselben Speicherseite (Page) ausgelesen werden. In diesem Fall haben alle die gleiche Zeilenadresse (Row Address), jedoch unterschiedliche Spaltenadressen (Column Address). Das Protokoll lässt sich – sowohl beim FPM-RAM als auch beim EDO-RAM – dadurch vereinfachen, dass man die Übermittlung der gleich gebliebenen Zeilenadresse weglassen kann. Für das Auslesen von Daten aus der Speicherseite ist nun nur noch die Übertragung der Spaltenadresse notwendig.
Die Gültigkeit der Spaltenadresse wird durch eine fallende Flanke (vgl. Diagramm zum Lesezugriff) am externen CAS-Steuereingang (Column Address Strobe) gekennzeichnet. Nach einer gewissen Verzögerung stellt das DRAM die neuen Daten an seinen Ausgängen bereit. Das EDO-RAM unterscheidet sich in einem kleinen Detail vom FPM-RAM. Obwohl die für Rechner-Hauptplatinen („Mainboards“) bestimmten FPM- und EDO-RAM-Speichermodule physikalisch in die gleichen Steckplätze passen, funktioniert EDO-RAM entweder gar nicht in Mainboards ohne EDO-Unterstützung oder wird wie FPM angesprochen. Umgekehrt können jedoch fast immer Mainboards mit EDO-Unterstützung auch mit FPM-RAM betrieben werden. EDO-RAM gibt es mit Zugriffszeiten von 70 ns, 60 ns und 50 ns. Auf Mainboards, die den Front Side Bus mit 66 MHz Takt betreiben, können EDO-RAM mit 70 ns Zugriffszeit Probleme verursachen. Die Versionen mit maximal 32 MiB Kapazität haben die weiteste Verbreitung gefunden, wohingegen jene Versionen ab 64 MiB Kapazität sich gehäuft als inkompatibel zu den marktüblichen Mainboards erwiesen haben. Später gab es sogar Module mit 128 MiB, die aber wegen der damals schon vorhandenen Dominanz von SDRAM nicht mehr in großen Stückzahlen verkauft wurden.
Die Ungültigkeit der Spaltenadresse wird beim älteren FPM-RAM durch die steigende Flanke der CAS-Steuerleitung signalisiert. Als Folge dessen deaktiviert das FPM-RAM seine Datentreiber, wodurch das zuvor gültige Datum von den externen Datenausgängen verschwindet (vgl. Diagramm zum page mode). Der Zustand der Datenausgänge bleibt solange undefiniert, bis durch Angabe einer neuen Spaltenadresse und eine fallende Flanke der CAS-Leitung der Vorgang wiederholt wird. Das FPM-RAM stellt die ausgelesenen Daten im Pagemode also nur für einen Bruchteil der Zykluszeit an seinen Ausgängen zur Verfügung.
Beim neueren EDO-RAM wird hingegen die steigende Flanke der CAS-Steuerleitung ignoriert. Die Datentreiber bleiben aktiv, und die zuvor ausgelesene Dateninformation bleibt an den externen Datenausgängen solange bestehen, bis sie durch eine neue Information ersetzt wird (vgl. Diagramm zum EDO-Modus).
Da sowohl der Intel 80486 wie der Pentium immer mindestens 4 Zugriffe auf die gleiche Seite ausführten (die Größe einer Cache-Line ist jeweils 4× so groß wie die Busbreite), profitierten mindestens 75 % aller Lesezugriffe und Writeback-Schreibzugriffe vom Pagemode.
Durch diese Modifikation des Protokolls kommt es zu einer Erhöhung der Datentransferrate, da Bursts schneller ausgeführt werden können.
Üblich waren für Hauptspeicher mit 66 MHz Takt bei FPM-RAM x333-Bursts, für EDO-RAM x222-Bursts, was zu 25 bis 30 % mehr Speicherbandbreite führt. Programme, die nicht aus dem L1- und L2-Cache bedient werden konnten, profitierten erheblich von EDO-RAM, andere weniger.
Auf Grafikkarten stieg die Arbeitsfrequenz für den RAM von maximal 30 MHz auf 50 MHz bei gleichzeitig sehr langen x111...1111-Bursts (z. B. bei der 3dfx Voodoo, die damit knapp 800 MByte/s Speicherbandbreite nutzen konnte), was zu etwa 70 % mehr Speicherbandbreite führte.

## Spätere Entwicklungen
Beim BEDO-DRAM wurde die interne Steuerung des EDO-RAM modifiziert, sodass die Daten mehrerer aufeinander folgender Speicheradressen in einem einzigen Taktzyklus gemeinsam ausgelesen werden können. Diese Technik konnte sich am Markt nicht durchsetzen.
EDO-RAM wurde in nahezu allen Anwendungsbereichen durch SDRAM ersetzt.

## Timing-Diagramme ausgewählter Kommandos (vereinfachte Darstellung)

Lese- und Schreibzugriff
Lesezugriff („Read“)
Schreibzugriff („Write“)

Lesezugriff im page mode und hyper page mode (EDO)
Lesezugriff im „page mode“
Lesezugriff im „hyper page mode“ (EDO)

Refreshmodi
RAS-only-refresh
CAS-before-RAS-refresh („CBR refresh“)
hidden-refresh im Lesezyklus
self-refresh